# McLeod Point
Der McLeod Point ist eine Landspitze an der Nordküste Südgeorgiens im Südatlantik. Sie liegt westsüdwestlich des Kap Charlotte am südöstlichen Ufer der Royal Bay.
Das UK Antarctic Place-Names Committee benannte sie 2009. Namensgeber ist Kapitän Michael McLeod, Schiffsführer der Sloop Beaufoy of London bei der zweiten Antarktisfahrt James Weddells (1821–1822).